# Lew Iwanowitsch Oschanin

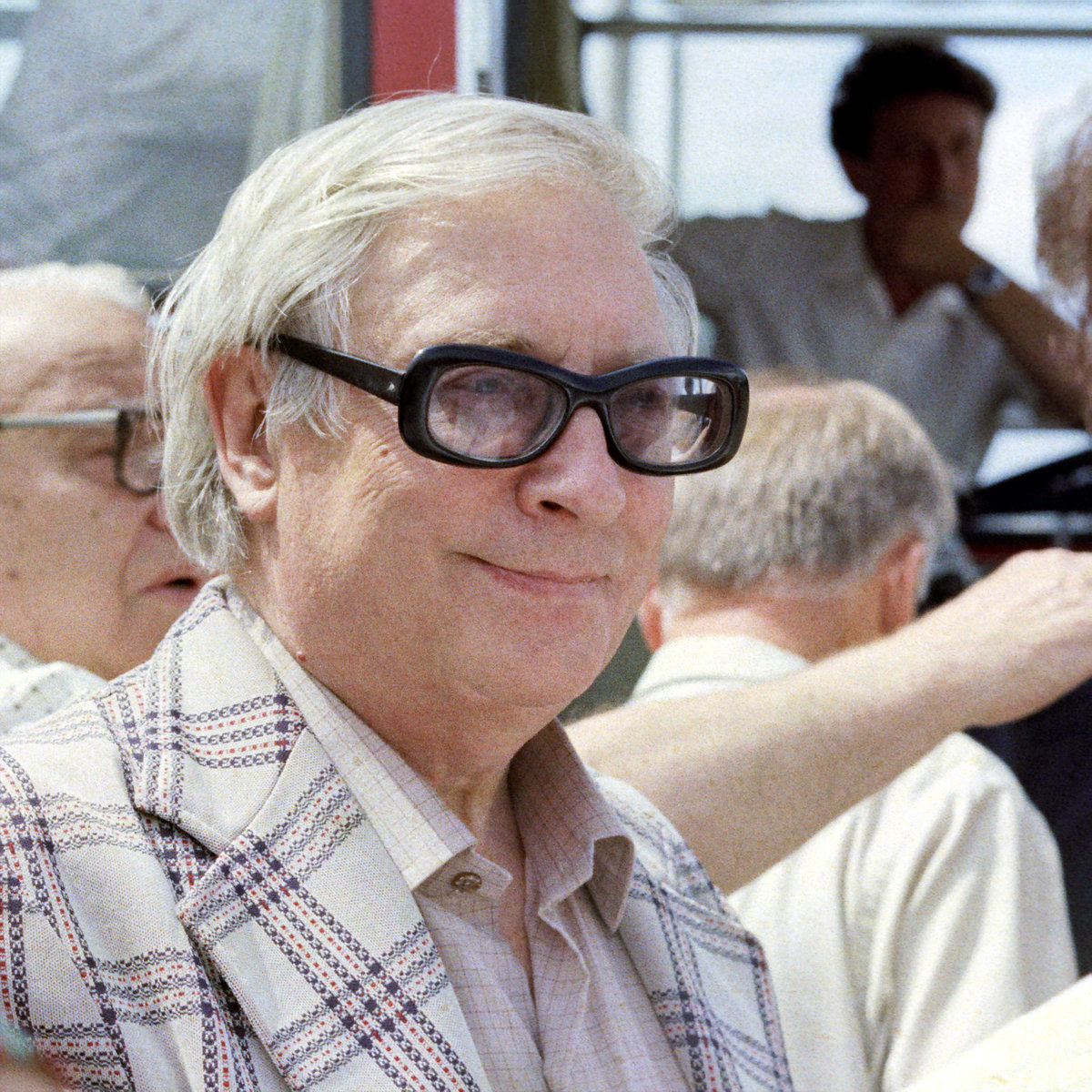
Lew Iwanowitsch Oschanin (1981)

Lew Iwanowitsch Oschanin (* 17. Maijul. / 30. Mai 1912greg. in Rybinsk, Gouvernement Jaroslawl; † 30. Dezember 1996 in Moskau) war ein sowjetischer Dichter.

## Leben
Oschanin entstammte einer adeligen Familie. Sein Vater, Iwan Alexandrowitsch Oschanin, war Rechtsanwalt, seine Mutter Maria Nikolajewna Oschanina Musiklehrerin. Lew Oschanin hatte fünf Brüder und eine Schwester. Nach dem frühen Tod des Vaters ernährte die Mutter die Familie mit Wohltätigkeitskonzerten. Nach der Revolution zog die Familie nach Rostow im selben Gouvernement, wo die Mutter den ersten Kindergarten eröffnete. Seit 1922 lebte Oschanin in Moskau. Er arbeitete als Dreher in einer Fabrik, später als Führer durch Ausstellungen. Oschanin wurde Mitglied von RAPP, einem Zirkel schreibender Arbeiter, veröffentlichte sein erstes Buch, eine Erzählung, die seiner Schulzeit gewidmet war, wurde in den russischen Verband proletarischer Schriftsteller aufgenommen und veröffentlichte Gedichte in den Zeitschriften Komsomolskaja Prawda, Ogonjok und "Junge Garde". Anfang der dreißiger Jahre verließ er Moskau, um Nachforschungen nach seiner familiären Herkunft zu entgehen. Von 1932 bis 1935 lebte er in Chibinogorsk, wo er zunächst in einer Fabrik arbeitete, später als Direktor des Vereins der Bergleute und Korrespondent der Zeitschrift Kirowsker Arbeiter. Allerdings wurde ihm auch hier seine adelige Herkunft zum Verhängnis. Nach der Denunziation durch einen Neider wurde Oschanin aus dem Komsomol ausgeschlossen und als Korrespondent entlassen. Oschanin kehrte nach Moskau zurück, wo er 1936 ein Studium am Literaturinstitut Maxim Gorki begann. Er heiratete die Literatin Jelena Uspenskaja, eine Enkelin des Schriftstellers Gleb Uspenski. Das Paar bekam zwei Kinder, die Tochter Tanja und den Sohn Sergei. Während des Krieges wurde Oschanin mit seiner Familie nach Kasan, später nach Jelabuga evakuiert. In dieser Zeit konnte Oschanin nicht literarisch arbeiten, nicht einmal als Kriegsberichterstatter. In Jelabuga traf er Boris Pasternak, der ihm riet, in den Schriftstellerverband der UdSSR einzutreten, da diese Mitgliedschaft die Fahrkarte an die Front bedeute. Oschanin befolgte Pasternaks Rat. Er wurde der Politischen Abteilung der Roten Armee zugeteilt und arbeitete für Armeezeitungen. Während des Krieges schrieb Oschanin zahlreiche Gedichte, die vertont und dann sehr populär wurden. 1944 wurde Oschanin Mitglied der KPdSU. 1950 erhielt er den Stalinpreis für seinen Gedicht- und Liedzyklus zum Film Die Jugend der Welt. Oschanin gehörte zu den sowjetischen Dichtern und Schriftstellern, die die Ausweisung von Boris Pasternak forderten, nachdem dessen Roman Doktor Schiwago 1957 im Westen erschienen war. Oschanin starb am 30. Dezember 1996 und ist auf dem Wagankowskoje-Friedhof in Moskau begraben.

## Werke
Oschanin ist vor allem für seine Liedtexte bekannt, er war einer der beliebtesten sowjetischen Liedtexter. Er verfasste aber auch Liebeslyrik und Balladen, z. B. über Alexander den Großen. Die wichtigsten Lieder sind:
- Wege («Дороги»/«Эх, дороги, пыль да туман...», 1945)
- Die Hymne der demokratischen Weltjugend («Гимн демократической молодежи мира», 1947)
- Lied von der unruhevollen Jugend («Песня о тревожной молодости», 1958)
- Es fließt die Wolga («Течёт Волга»/«Издалека долго течёт река Волга...», 1962)
- Immer lebe die Sonne («Солнечный круг», 1928)